# Timothy Snyder
Timothy David Snyder (* 18. srpna 1969) je americký historik, profesor na Yaleově univerzitě, je stálým pracovníkem na Institutu společenskovědních oborů (Institut für die Wissenschaften vom Menschen) ve Vídni. Věnuje se dějinám střední a východní Evropy, zaměřuje se na holokaust, po roce 2010 se začal zabývat současnou politikou, zdravím a školstvím.

## Životopis
Snyder se narodil 18. srpna 1969 v jihozápadním Ohiu, jeho matka Christina byla v domácnosti, otec Estel Eugen Snyder byl zvěrolékař. Vystudoval střední školu v Centerville v Ohiu, poté historii a politické vědy na Brownově univerzitě v Rhode Islandu. Doktorát z filozofie získal v roce 1995 na Oxfordské univerzitě, kde mu bylo v letech 1991–⁠1994 uděleno postgraduální stipendium na Balliol College.

## Kariéra
Timothy Snyder napsal patnáct knih a na dvou spolupracoval. Jednu z nich, Intelektuál ve dvacátém století, napsal s Tonym Judtem v době, kdy Judt trpěl pozdním stádiem ALS.
Snyder píše eseje pro International New York Times, týdeník The Nation, The New York Review of Books, Times Literary Supplement, The New Republic, Eurozine, Tygodnik Powszechny, Chicago Tribune a Christian Science Monitor.
Snyder dokáže psát a číst jedenácti evropskými jazyky. To mu umožňuje používat přímé, nepřeložené zdroje a vyhledávat v cizojazyčných archivech. Velmi mu to pomohlo například při psaní knihy Krvavé země – Evropa mezi Hitlerem a Stalinem vydané v roce 2010.

Snyder popisuje znalost dalších jazyků jako velmi důležitou:
"Pokud neumíte rusky, vůbec nevíte, o co přicházíte. Dokážeme vidět jen tam, kam nás vezmou hranice našeho jazyka. Napsal jsem tuto knihu (Krvavé země, pozn. aut.) v angličtině, ale mezi historiky probíhaly velmi důležité rozhovory právě v němčině, ruštině, polštině a dalších jazycích...a tato kniha je určena právě jim."
Krvavé země byly nakonec přeloženy do více než třiceti jazyků.
Snyder je členem Výboru pro svědomí Muzea památky holokaustu v USA (orig. Committee on Conscience of the United States Holocaust Memorial Museum).

## Osobní život
Od roku 2004 je ženatý s Marci Shore, profesorkou evropské kulturní a intelektuální historie na univerzitě Yale. Mají spolu dvě děti.

## Ocenění
- 2012 Prakhin International Literary Award
- 2013 Cena Hannah Arendtové
- 2015 Cena VIZE 97[2]
- 2023 Medaile Učené společnosti České republiky[3]
- 2024 Medaile Za zásluhy o diplomacii[4]

| „                                                               | Spějeme rychle k fašismu. Timothy Snyder nás zanechává bez veškerých iluzí o nás samotných. | “ |
| — Světlana Alexijevičová, nositelka Nobelovy ceny za literaturu |                                                                                             |   |

## Dílo
- Nationalism, Marxism, and Modern Central Europe: A Biography of Kazimierz Kelles-Krauz (Harvard University Press, 1998) ISBN 978-0-19-084608-4
- Wall Around the West: State Power and Immigration Controls in Europe and North America (Rowman and Littlefield, 2000), spolueditor spolu s Petrem Andreasem, ISBN 978-0-7425-0178-2
- The Red Prince: The Secret Lives of A Habsburg Archduke (Basic Books, 2008), ISBN 978-0-465-01897-0
- Sketches from a Secret War: A Polish Artist's Mission to Liberate Soviet Ukraine ((Yale University Press, 2005) ISBN 978-0-300-12599-3
- Obnova národů Polsko, Ukrajina, Litva, Bělorusko 1569-1999 (česky 2018, nakladatelství PANT, překlad Petruška Šustrová, ISBN 978-80-906778-4-5[5], originál The Reconstruction of Nations: Poland, Ukraine, Lithuania, Belarus, 1569-1999, Yale University Press, 2003, ISBN 978-0-300-09569-2, audioverzi připravil v roce 2024 Český rozhlas pod názvem: Obnova národů. Jak vznikají moderní národy a proč dochází k etnickým čistkám?, v režii Radima Nejedlého načetli: Pavel Čeněk Vaculík, Aleš Slanina
- Krvavé země – Evropa mezi Hitlerem a Stalinem (česky 2013, originál Bloodlands: Europe Between Hitler and Stalin, Basic Books, 2010), ISBN 978-0-465-03147-4
- Intelektuál ve dvacátém století (rozhovor T. Snydera s Tonym Judtem, Prostor 2013, ISBN 978-80-7260-289-6) (originál Thinking the Twentieth Century With Tony Judt, Penguin Books, 2012), ISBN 978-0-14-312304-0
- Černá zem. Holokaust – historie a varování (česky 2015, originál Black Earth: The Holocaust As History and Warning, Tim Duggan Books, 2015, Penguin, ISBN 978-1-101-90347-6)
- Krvavé země – Evropa mezi Hitlerem a Stalinem (audiokniha 2016, vydavatelství Audiotéka, načetl Jiří Plachý)
- Tyranie: 20 lekcí z 20. století (česky Paseka; Prostor, Praha 2017. 116 s. ISBN 978-80-7432-838-1., originál On Tyranny: Twenty Lessons from the Twentieth Century. Penguin, 2017, Penguin, 2018) ISBN 978-0-525-57447-7)
- Cesta k nesvobodě (česky Paseka; Prostor, Praha 2019. 360 s. ISBN 9788074329814., originál The Road to Unfreedom. Crown Publishing Group, 2018), ISBN 978-0-525-57447-7